# 志村三珠樹
志村三珠樹（しむらさんしゅじゅ）とは、江戸時代中期から後期にかけて、江戸と仙台で活躍した儒学者の志村實因（五城）、志村時恭（東嶼）、志村弘強（蒙庵）の三兄弟の敬称である。
仙台史の伝えによれば「奥藩の廣き身を儒学起すもの、もとより少ふこの頃。然れども、志村五城の如き兄弟三人皆当世の儒宗たるものは少なり。世、称して志村氏三珠樹と呼ぶ」と紹介されている。「儒宗」とは、儒学に優れていることを指し、三兄弟全員が学問において優れた功績を残したことを伝えている。